# Incamyia charlini
Incamyia charlini är en tvåvingeart som beskrevs av Cortes 1968. Incamyia charlini ingår i släktet Incamyia och familjen parasitflugor. Inga underarter finns listade i Catalogue of Life.